# Vrbovo, Vladičin Han
Vrbovo (izvirno srbsko Врбово) je naselje v Srbiji, ki upravno spada pod Občino Vladičin Han; slednja pa je del Pčinjskega upravnega okraja.

## Demografija
V naselju živi 276 polnoletnih prebivalcev, pri čemer je njihova povprečna starost 39,1 let (37,8 pri moških in 40,5 pri ženskah). Naselje ima 114 gospodinjstev, pri čemer je povprečno število članov na gospodinjstvo 3,13.
To naselje je, glede na rezultate popisa iz leta 2002, večinoma srbsko, a v času zadnjih treh popisov je opazno zmanjšanje števila prebivalcev.
|  |

| Demografija | Demografija     | Demografija     |
| Leto        | Št. prebivalcev | Št. prebivalcev |
| ----------- | --------------- | --------------- |
|             |                 |                 |
|             |                 |                 |
|             |                 |                 |
|             |                 |                 |
| 1948        | 632             |                 |
| 1953        | 603             |                 |
| 1961        | 501             |                 |
| 1971        | 397             |                 |
| 1981        | 405             |                 |
| 1991        | 373             | 363             |
| 2002        | 370             | 357             |
|             |                 |                 |

| Etnična sestava po popisu iz leta 2002 | Etnična sestava po popisu iz leta 2002 | Etnična sestava po popisu iz leta 2002 | Etnična sestava po popisu iz leta 2002 | Etnična sestava po popisu iz leta 2002 |
| -------------------------------------- | -------------------------------------- | -------------------------------------- | -------------------------------------- | -------------------------------------- |
| Srbi                                   | Srbi                                   |                                        | 355                                    | 99,43%                                 |
| Slovenci                               | Slovenci                               |                                        | 1                                      | 0,28%                                  |
| Jugoslovani                            | Jugoslovani                            |                                        | 1                                      | 0,28%                                  |
| Neznano                                | Neznano                                |                                        | 0                                      | 0,0%                                   |